# Mark Catesby

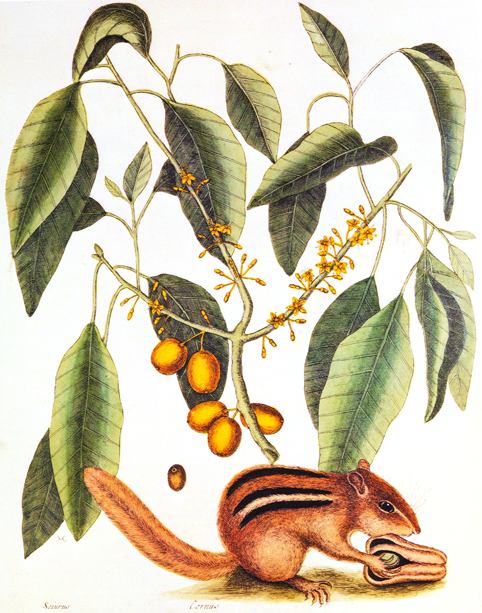
Figura extraida de Natural History of Carolina, Florida and the Bahama Islands (1731-1743) de Mark Catesby.

Mark Catesby (3 de abril de 1683 — 23 de dezembro de 1749) foi um naturalista inglês. Entre 1731 e 1743 Catesby publicou sua  Natural History of Carolina, Florida and the Bahama Islands, a primeira obra impressa sôbre a flora e fauna da América do Norte. Esta incluia 220 lâminas de aves, répteis, anfíbios, peixes, insetos e mamíferos.